# Elaphocera churianensis
Elaphocera churianensis är en skalbaggsart som beskrevs av Jules Pièrre Rambur 1843. Elaphocera churianensis ingår i släktet Elaphocera och familjen Melolonthidae. Inga underarter finns listade i Catalogue of Life.